# Kłosowiec
Kłosowiec (Agastache Gronov.) – rodzaj roślin należących do rodziny jasnotowatych.  Według The Plant List w obrębie tego rodzaju znajdują się co najmniej 22 gatunki o nazwach zweryfikowanych i zaakceptowanych, podczas gdy kolejny jeden takson ma status gatunku niepewnego (niezweryfikowanego). Rośliny te występują naturalnie w Ameryce Północnej oraz w Azji. Rosną w górach w formacjach trawiastych, poza tym na pustyniach, prerii i w lasach. Niektóre gatunki są uprawiane jako ozdobne. Kłosowiec pokrzywolistny A. urticifolia i kłosowiec pomarszczony A. rugosa są gatunkami przejściowo dziczejącymi (efemerofitami) w Polsce. Niektóre gatunki wykorzystywane są do aromatyzowania napojów (np. kłosowiec fenkułowy A. foeniculum).

## Morfologia

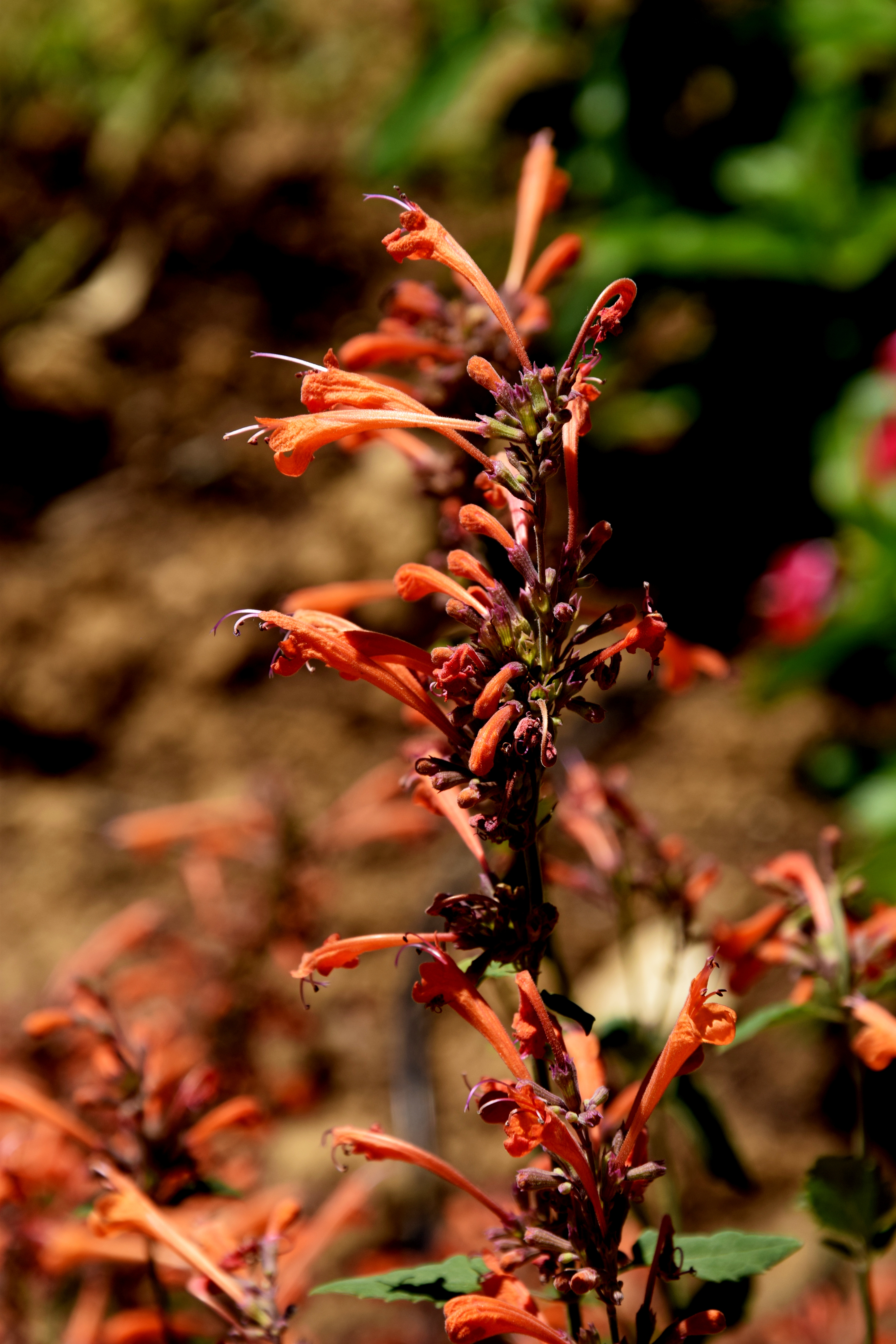
Kultywar kłosowca 'Kudos Mandarin'

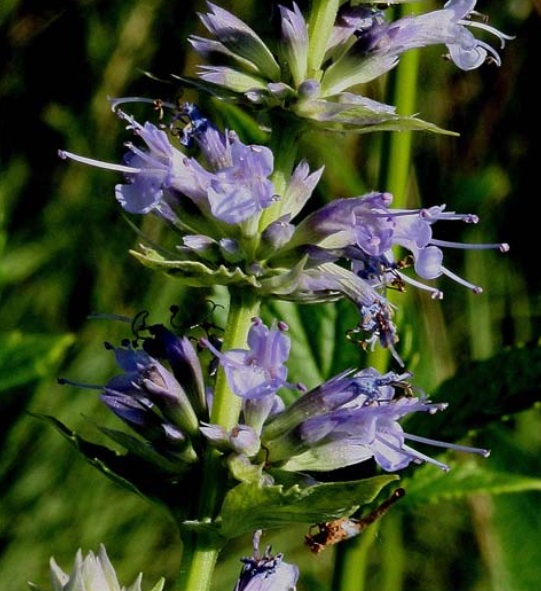
Kwiatostan gatunku Agastache scrophulariifolia

PokrójByliny osiągające do 2 m wysokości. Przeważnie o sztywnych, kanciastych i wzniesionych pędach.
LiścieUlistnienie naprzeciwległe. Liście całobrzegie, karbowane lub ząbkowane, zwykle lancetowate.
KwiatyZebrane w gęstych, skupionych okółkach w szczytowej części pędu, tworząc w efekcie kłosopodobne kwiatostany złożone. Kielich zrosłodziałkowy, z 5 ząbkami na szczycie, przy czym trzy górne ząbki u niektórych gatunków łączą się. Korona pomarańczowa, czerwona, niebieska, różowa lub biała. U nasady zrośnięte płatki tworzą rurkę rozszerzającą się ku gardzieli, zakończoną łatkami tworzącymi dwie wargi. Cztery pręciki w dwóch parach, dłuższa para wystaje z rurki korony, krótsza wygina się ku górze i schowana jest pod górną wargą korony. Zalążnia złożona z dwóch owocolistków, dwukomorowa, w każdej komorze z dwoma zalążkami. Szyjka słupka pojedyncza, z dwudzielnym znamieniem.
OwoceCzterodzielne rozłupnie, rozpadające się na cztery pojedyncze rozłupki.

## Systematyka
Pozycja systematyczna
Rodzaj z rodziny jasnotowatych (Lamiaceae), w której obrębie zaliczany jest do podrodziny Nepetoideae, plemienia Mentheae i podplemienia Nepetinae.
Wykaz gatunków
- Agastache aurantiaca (A.Gray) Lint & Epling – kłosowiec pomarańczowy
- Agastache breviflora (A.Gray) Epling
- Agastache cana (Hook.) Wooton & Standl.
- Agastache coccinea (Greene) Lint & Epling
- Agastache cusickii (Greenm.) A.Heller
- Agastache eplingiana R.W.Sanders
- Agastache foeniculum (Pursh) Kuntze – kłosowiec fenkułowy
- Agastache mearnsii Wooton & Standl.
- Agastache mexicana (Kunth) Lint & Epling – kłosowiec meksykański
- Agastache micrantha (A.Gray) Wooton & Standl.
- Agastache nepetoides (L.) Kuntze
- Agastache occidentalis (Piper) A.Heller
- Agastache pallida (Lindl.) Cory
- Agastache pallidiflora (A.Heller) Rydb.
- Agastache palmeri (B.L.Rob.) Standl.
- Agastache parvifolia Eastw.
- Agastache pringlei (Briq.) Lint & Epling
- Agastache rugosa (Fisch. & C.A.Mey.) Kuntze – kłosowiec pomarszczony[9]
- Agastache rupestris (Greene) Standl.
- Agastache scrophulariifolia (Willd.) Kuntze
- Agastache urticifolia (Benth.) Kuntze – kłosowiec pokrzywolistny
- Agastache wrightii (Greenm.) Wooton & Standl.

## Zastosowanie
Niektóre gatunki są uprawiane jako rośliny ozdobne. Niektóre gatunki służą do aromatyzowania potraw. Kłosowiec fenkułowy Agastache foeniculum używane jest do zaparzania napojów i jako roślina lecznicza.